# Calamoclostes albistriolatus
Calamoclostes albistriolatus är en insektsart som beskrevs av Günther Enderlein 1909. Calamoclostes albistriolatus ingår i släktet Calamoclostes och familjen Archembiidae. Inga underarter finns listade i Catalogue of Life.